# Helene Lange
Helene Lange (Oldenburg, 9 aprile 1848 – Berlino, 13 maggio 1930) è stata una pedagogista e politica tedesca.
È una figura simbolica del movimento femminista internazionale e tedesco per i diritti civili. Negli anni dal 1919 al 1921 fu membro del Parlamento di Amburgo. Nel 1928 fu insignita della Gran Medaglia di Stato prussiana (großen preußischen Staatsmedaille) "per i servizi allo Stato".

## Primi anni, istruzione e pedagogia
Helene Lange proveniva da una famiglia della classe media di Oldenburg. I suoi genitori erano il mercante Carl Theodor Lange e sua moglie Johanne (nata Tom Dieck). Quando aveva sei anni, sua madre morì di tubercolosi nel 1855 e nel 1864 suo padre morì per un ictus, quindi per un anno rimase sotto la tutela legale di una canonica della Germania meridionale. Nel 1866, quando il desiderio di Lange di proseguire gli studi per l'insegnamento fu limitato dal suo tutore legale, intraprese un tirocinio alla pari in un collegio a Petit Château, in Alsazia, dove tenne lezioni di letteratura e grammatica tedesca e quindi poté partecipare all'insegnamento dei corsi. Inoltre studiò autonomamente filosofia, storia della letteratura e delle religioni, scienze storiche e lingue antiche. Nel 1867 ottenne un lavoro da governante nella casa privata di una famiglia di industriali a Osnabrück.
Nel 1871 si trasferì a Berlino per preparare il suo esame di insegnante, che superò. Subito dopo, nel 1872, lavorò come precettrice privata, e subito si impegnò per l'emancipazione delle donne e delle ragazze attraverso l'istruzione. Entrò nella Verein deutscher Lehrerinnen und Erzieherinnen (Associazione delle insegnanti e tutor femminili tedesche). Dal 1874 insegnò lingue alla Krahmerschen Höheren Mädchenschule (scuola superiore femminile Krahmerschen) a Lichtenberg vicino a Berlino. Tra il 1876 e il 1891 fu attiva come insegnante e direttrice della classe del seminario presso la Crainschen Höheren Mädchenschule, un collegio femminile privato di Berlino, dove istituì anche un seminario per insegnanti donne.

## Impegno politico e movimento femminista
Nel 1887, con altre donne, inviò una petizione al Ministero dell'Educazione prussiano e alla Camera dei rappresentanti prussiana, affinché fosse stipulata una maggiore influenza delle donne insegnanti nelle scuole superiori pubbliche per ragazze e la formazione scientifica degli insegnanti per le donne. La petizione fu respinta. Nel cosiddetto Gelben Broschüre, una rivista complementare a questa petizione, Lange riassume la sua posizione sull'educazione delle donne: "Il tuo obiettivo è insegnare alle ragazze attraverso le donne, che possono entrare maggiormente in empatia con l'essenza delle ragazze dal loro punto di vista. Ad oggi, la maggior parte degli accordi di insegnamento sono tenuti da uomini".
Nel 1889 offrì corsi di scuola media superiore per donne a Berlino, e nel 1890 fondò l'Allgemeinen Deutschen Lehrerinnenverein (Associazione tedesca generale di insegnanti femminili) per rappresentare gli interessi delle istruttrici e assunse la gestione dell'associazione. Fondò Die Frau nel 1893, la rivista più importante del movimento tedesco per i diritti civili delle donne, e dal 1893 fece parte del consiglio di fondazione dell'Allgemeinen Deutschen Frauenvereins, l'Associazione generale delle donne tedesche. Nel 1894 divenne membro del consiglio della neonata Bund Deutscher Frauenvereine (Federazione delle associazioni femminili tedesche), l'organizzazione ombrello di tutte le associazioni femminili tedesche. Tuttavia, i gruppi di donne socialdemocratiche rifiutarono di aderivi perché la Federazione respinse le loro richieste sociopolitiche. Dal 1898, a causa di problemi di vista, Lange visse e lavorò insieme alla sua compagna, la femminista e politica tedesca Gertrud Bäumer.
Quando il Consiglio internazionale delle donne si riunì a Berlino nel 1894, Helene Lange pronunciò il suo discorso sull'importanza del suffragio femminile. Contribuì a fondare l'Alleanza internazionale per il suffragio femminile. 
Nel 1906 fu chiamata come consulente dell'Amministrazione culturale prussiana (preußischen Kultusverwaltung), che nel 1908 portò alla riforma della scuola femminile.
Dopo l'abolizione della Preußischen Vereinsgesetzgebung nel 1908, che aveva vietato alle donne di adesione a partiti, Lange si unì al liberale di sinistra Freisinnigen Vereinigung (Associazione Liberale). Tra il 1914 e il 1918 sostenne durante la prima guerra mondiale il Nationaler Frauendienst (Servizio nazionale delle donne), che organizzava il servizio di supporto bellico sui fronti tedeschi. Tra il 1917-1920, Lange e Bäumer vissero insieme ad Amburgo, dove Lange fondò la Soziale Frauenschule (Scuola Sociale delle Donne) e lavorò come insegnante.

## Ultimi anni
Dopo aver ottenuto nel 1919 il suffragio attivo e passivo per le donne nella Germania di Weimar, Lange fu eletta per il Partito Democratico Tedesco (DDP) al parlamento di Amburgo, dove aprì la seduta inaugurale come membro più anziano.
Nel 1920 Lange e Bäumer tornarono a Berlino e gradualmente si ritirò dal suo lavoro di associazione, ma rimase attiva come pubblicista. Nel 1923 ricevette un dottorato honoris causa in scienze politiche dall'Università di Tubinga e nel 1928 fu insignita della Grande Medaglia di Stato prussiana.